# Сиртуины
Сиртуины (англ. sirtuins или Silent Information Regulator 2 proteins, SIR2) — семейство эволюционно консервативных НАД-зависимых белков, обладающих деацетилазной или АДФ-рибозилтрансферазной активностью. Название семейству дано в честь одного из представителей – дрожжевого белка SIR2. Сиртуины обнаружены у многих живых организмов, от бактерий до млекопитающих, и вовлечены в регуляцию важных клеточных процессов и метаболических путей. 
Сиртуины составляют третий класс гистоновых деацетилаз, требующих для протекания реакции НАД+ в качестве кофактора, что является принципиальным отличием от гистоновых деацетилаз классов I и II.

## Классификация
Ацетилирование белков регулирует множество клеточных процессов, таких, например, как белок-белковые взаимодействия, экспрессию генов. Обратимая реакция ацетилирования/деацетилирования белков по остаткам лизина осуществляется двумя ферментами с противоположными активностями – гистоновыми ацетилтрансферазами и гистоновыми деацетилазами, которые, несмотря на их названия, модифицируют как гистоны, так и остальные белки.
Гистоновые деацетилазы разделяются на три класса по гомологии к дрожжевым транскрипционным репрессорам. Классы I и II гистоновых деацетилаз имеют значительное сходство друг с другом и являются гомологами дрожжевых деацетилаз Rpd3p и Hda1p, соответственно. Третий класс гистоновых деацетилаз, который составляют сиртуины, гомологичен дрожжевому репрессору транскрипции Sir2, но не имеет никакой гомологии с первыми двумя классами деацетилаз. 
Сиртуины найдены во всех организмах, от бактерий до эукариот, их последовательности достаточно консервативны. Семейство сиртуинов подразделяется на пять классов (I-IV и U); существует также деление и внутри некоторых классов. U-класс сиртуинов найден только у грамположительных бактерий. В геноме дрожжей закодировано пять сиртуинов, в геноме человека – семь, представителей классов I-IV. SIRT1,2,6,7 млекопитающих находятся в ядре, SIRT1,2 – в цитоплазме, SIRT3,4,5 – в митохондриях, где они деацетилируют негистоновые белки в процессе регуляции различных метаболических процессов. Также есть различия в уровне экспрессии сиртуинов в разных тканях.

## Катализируемые реакции
- В реакции деацетилирования, осуществляемой сиртуинами, выделяется три этапа:
  - Гидролиз НАД+ до АДФ-рибозы и никотинамида;
  - Отщепление ацетильной группы с остатка лизина в белке и образование деацетилированного белка;
  - Перенос ацетильной группы на АДФ-рибозу с образованием 2’-О-ацетил-АДФ-рибозы.

- Некоторые сиртуины обладают также монорибозилтрансферазной (моно-АДФ-рибозилтрансферазной активностью):

АДФ-рибоза переносится с НАД+ на белок-акцептор. Такая посттрансляционная модификация называется АДФ-рибозилированием. В ходе данной реакции образуется моно-АДФ-рибозилированный белок, и высвобождается никотинамид.

## Биологическая роль сиртуинов

### Сиртуины и старение
При проведении эксперимента с дрожжевыми клетками было замечено, что повышенная экспрессия белка, кодируемого геном Sir2, увеличивает число делений дрожжей. В ходе дальнейших исследований было показано, что белок, кодируемый дрожжевым геном Sir2, не только регулирует экспрессию генов, используя эпигенетические механизмы (то есть меняя степень конденсации хроматина), но и непосредственно участвует в устранении повреждений ДНК. Были также получены доказательства того, что аналогичные процессы происходят и в клетках млекопитающих. Белок млекопитающих SIRT1 аналогичен продукту экспрессии дрожжевого гена Sir2. Ферменты со схожими функциями в разных организмах (дрожжах и мышах) позволяют предположить, что сиртуины задействованы в древнем механизме клеточного старения. В основе этого механизма лежит постепенная потеря способности сиртуинов справляться с обеими своими главными функциями. Первая заключается в том, что сиртуины, деацетилируя гистоны по остаткам лизина, способствуют конденсации хроматина и выключению тех генов, продукты которых в данный момент клетке не нужны или могут оказаться даже вредными. Вторая – в том, что сиртуины участвуют в устранении повреждений ДНК. При появлении таковых сиртуины перемещаются из мест первоначального расположения в места, где необходима их помощь в починке ДНК. Такие их перемещения повышают вероятность того, что гены, экспрессия которых подавлялась ранее сиртуинами, снова активируются. Как показало исследование, у молодых животных сиртуины успешно справляются с обеими функциями. Однако с возрастом в клетке накапливается больше повреждений, связанных, в основном, с увеличением количества свободных радикалов, из-за чего сиртуины переключаются, в основном, на починку ДНК. Как следствие, клетки начинают страдать от активации ненужных генов, что приводит к старению.

### Сиртуины и клеточная смерть
Сиртуины способствуют выживанию клеток несколькими способами: 
- Опухолевый супрессор p53 запускает апоптоз. SIRT1, деацетилируя p53, подавляет его транскрипционную активность, предотвращая тем самым апоптоз.
- Ku70, деацетилированный SIRT1 и SIRT3, связывает про-апоптотический митохондриальный фактор Bax, что ингибирует апоптоз.
- Поли(АДФ-рибоза)-полимераза (ПАРП) использует НАД+, что постепенно приводит к клеточной гибели; SIRT1 деацетилирует и ингибирует ПАРП.
- Деацетилирование HSF1 – транскрипционного фактора, защищающего клетки от теплового шока и неправильно свернувшихся белков, играет важную роль при выживании клеток в условиях теплового шока. SIRT1 деацетилирует HSF1, повышая его сродство к ДНК.
- SIRT1 деацетилирует транскрипционные факторы FOXO, индуцируя тем самым стресс-устойчивые белки, что приводит к тому, что клеточный цикл приостанавливается, а количество активных форм кислорода снижается[5].

### Сиртуины и NF-κB
NF-κB – универсальный транскрипционный фактор, контролирующий экспрессию генов, отвечающих за клеточное старение, иммунный ответ. SIRT6, связавшийся с субъединицей RELA фактора NF-κB, приближается к промоторам генов, экспрессию которых регулирует NF-κB, и там деацетилирует гистон H3 по девятому остатку лизина. Деацетилирование гистона способствует конденсации хроматина и, следовательно, ослабляет действие NF-κB. В клетках же с низким уровнем SIRT6 гиперацетилирование гистона H3 приводит к тому, что субъединица RELA более прочно связывается с промотором, NF-κB усиливает экспрессию генов с данного промотора, что приводит к клеточному старению и апоптозу. Таким образом, SIRT6, ослабляя действие NF-κB, ингибирует тем самым клеточное старение.
NF-κB взаимодействует также и с SIRT1, который деацетилирует RELA-субъединицу NF-κB по остатку Lys 310, тем самым ослабляя NF-κB-сигнальный каскад. Амилоиды в клетках людей, страдающих болезнью Альцгеймера, усиливают ацетилирование RELA-субъединицы в микроглии мозга, активируя тем самым NF-κB. SIRT1 же деацетилирует NF-κB, защищая таким образом нейроны.

### Роль сиртуинов в метаболизме
Сиртуины принимают участие в энергетическом метаболизме: с помощью таких посредников, как AMPK (АМФ-активируемая протеинкиназа) и киназы B1 печени, SIRT1 и SIRT3 регулируют соотношение АМФ/АТФ в клетке; SIRT1 также очень чувствителен к соотношению окисленной и восстановленной форм НАД, что важно для создания градиента протонов, который, в свою очередь, используется в реакции окислительного фосфорилирования при синтезе АТФ. 
Также было показано, что SIRT3 активирует такие центральные регуляторы цикла трикарбоновых кислот, как глутаматдегидрогеназа и изоцитратдегидрогеназа. SIRT5 деацетилирует цитохром c, участвующий в метаболизме кислорода.
Сиртуины оказывают влияние и на метаболизм глюкозы. Когда концентрация глюкозы в клетке достаточно большая, PGC-1α – транскрипционный коактиватор, регулятор генов, вовлеченных в метаболизм энергии, - находится в неактивном, ацетилированном состоянии. В ответ на понижение концентрации глюкозы SIRT1 деацетилирует PGC-1α. Его активация активирует процесс глюконеогенеза и подавляет гликолиз. SIRT1 может воздействовать на PGC-1α также посредством AMPK, FOXO1, STAT3. 
Также сиртуины играют важную роль в липидном обмене и образовании жировых клеток.

## Клиническая значимость
Никотинамид, как один из продуктов реакции, катализируемой сиртуинами, связывается с ферментом, ингибируя его. Из этого можно сделать предположение, что химические вещества, которые конкурировали бы с никотинамидом за связывание с ферментом, могли бы повысить активность сиртуинов. Поиск соединений, которые специфично связывались бы в сайте связывания никотинамида, мог бы помочь при лечении рака, сердечно-сосудистых, нейродегенеративных, инфекционных заболеваний.
Имеет смысл также и поиск активаторов сиртуинов, которые предположительно, могли бы увеличить продолжительность жизни. Наиболее известным активатором является ресвератрол. Активно ведется разработка соединений, структурно похожих на ресвератрол, но обладающих большей активностью. Разработаны аналоги ресвератрола, такие как SRT1720, SRT1460, SRT2183 и SRT2104, которые, по утверждениям некоторых исследователей, способны повысить среднюю (но не максимальную) продолжительность жизни и защитить от ряда возрастных заболеваний. Полиморфные варианты в гене SIRT1 связаны с эффектом снижения веса и метаболическими характеристиками у детей.